# Assassinat a...
Assassinat a... (títol original en francès, Crime à...) és una col·lecció de telefilms policíacs francobelgues produïdes per Paradis Films, que cada vegada tenen lloc en una ciutat o regió diferent del sud de França. Es va estrenar el 2014 al canal francès France 3 i al belga La Une. Cada episodi reuneix un policia judicial i un fiscal que dirigeixen la investigació.
El primer telefilm és una producció de Paradis Films, mentre que els altres són una coproducció de Paradis Films, Be-Films i RTBF.
France 3 va anunciar el final de la col·lecció Assassinat a... després de l'emissió del desè episodi.

## Telefilms
| Núm. | Títol                     | Direcció                | Guió                            | Data d'emissió original                                                                           |
| ---- | ------------------------- | ----------------------- | ------------------------------- | ------------------------------------------------------------------------------------------------- |
| 1    | «Crime en Aveyron»        | Claude-Michel Rome      | Jean Falculète i Éric Heumann   | 1 de març de 2014 (France 3)                                                                      |
| 2    | «Assassinat a Losera»     | Claude-Michel Rome      | Jean Falculète                  | 5 d'octubre de 2014 (La Une) 13 de desembre de 2014 (France 3)                                    |
| 3    | «Crime à Aigues-Mortes»   | Claude-Michel Rome      | Jean Falculète                  | 17 d'octubre de 2015 (La Une) 21 de novembre de 2015 (France 3)                                   |
| 4    | «Assassinats a Martigues» | Claude-Michel Rome      | Jean Falculète                  | 16 d'octubre de 2016 (La Une) 22 d'octubre de 2016 (France 3)                                     |
| 5    | «Assassinat a Maussane»   | Claude-Michel Rome      | Jean Falculète                  | 29 d'octubre de 2017 (La Une) 11 de novembre de 2017 (France 3)                                   |
| 6    | «Assassinat a Luberon»    | Éric Duret              | Jean Falculète i Frédéric Faurt | 23 de setembre de 2018 (La Une) 6 d'octubre de 2018 (France 3)                                    |
| 7    | «Crime dans l'Hérault»    | Éric Duret              | Jean Falculète i Frédéric Faurt | 22 de novembre de 2019 (RTS Un) 9 de febrer de 2020 (La Une) 16 de maig de 2020 (France 3)        |
| 8    | «Assassinat a Larzac»     | Marwen Abdallah         | Jean Falculète i Frédéric Faurt | 13 d'octubre de 2020 (La Une) 4 de desembre de 2020 (RTS Un) 6 de febrer de 2021 (France 3)       |
| 9    | «Assassinat a Biòt»       | Christophe Douchand     | Jean Falculète i Frédéric Faurt | 11 de novembre de 2021 (La Une) 10 de desembre de 2021 (RTS Un) 14 de desembre de 2021 (France 3) |
| 10   | «Assassinat a Ramatuelle» | Nicolas Picard-Dreyfuss | Jean Falculète i Frédéric Faurt | 5 de juliol de 2022 (RTS Un) 9 d'octubre de 2022 (La Une) 7 de gener de 2023 (France 3)           |